# Mar de Gelo
O Mar de Gelo (em francês:  Mer de Glace) é um glaciar localizado nas encostas setentrionais do maciço do Monte Branco, nos Alpes. Tem 7 km de comprimento e 200 metros de espessura. Com uma área de cerca de 40 km² é o terceiro maior glaciar do Alpes, logo depois do glaciar de Aletsch, 120 km2 e do glaciar do Gorner com 65 km2.
A parte superior culmina a 2140 m de altitude, a nível da junção entre o glaciar do Tacul e o glaciar de Leschaux. A fronte glaciar é a 1 400 m de altitude, a sudoeste de Chamonix-Mont-Blanc de onde era visível.

## Geografia
No século XVIII e século XIX o glaciar descia até ao vale de Chamonix, na localidade de Les Bois razão porque se chamava glacier des Bois. Por essa altura o rio Arveyron - um tributário do rio Arve aparecia de uma grota no glaciar, a grota do Arveyron o que chamava fotógrafos e pintores como o desenho de Joseph Mallord William Turner "Source of the Arveron in the Valley of Chamouni Savoy", 1816. (Ver Imagens).

## Etimologia
Foi o explorador inglês William Windham que, numa viagem ao Vale de Chamonix, descobre  (em francês:  un vrais mer de glace) pelo que o nome lhe ficou como  Mer de Glace 

## Imagens

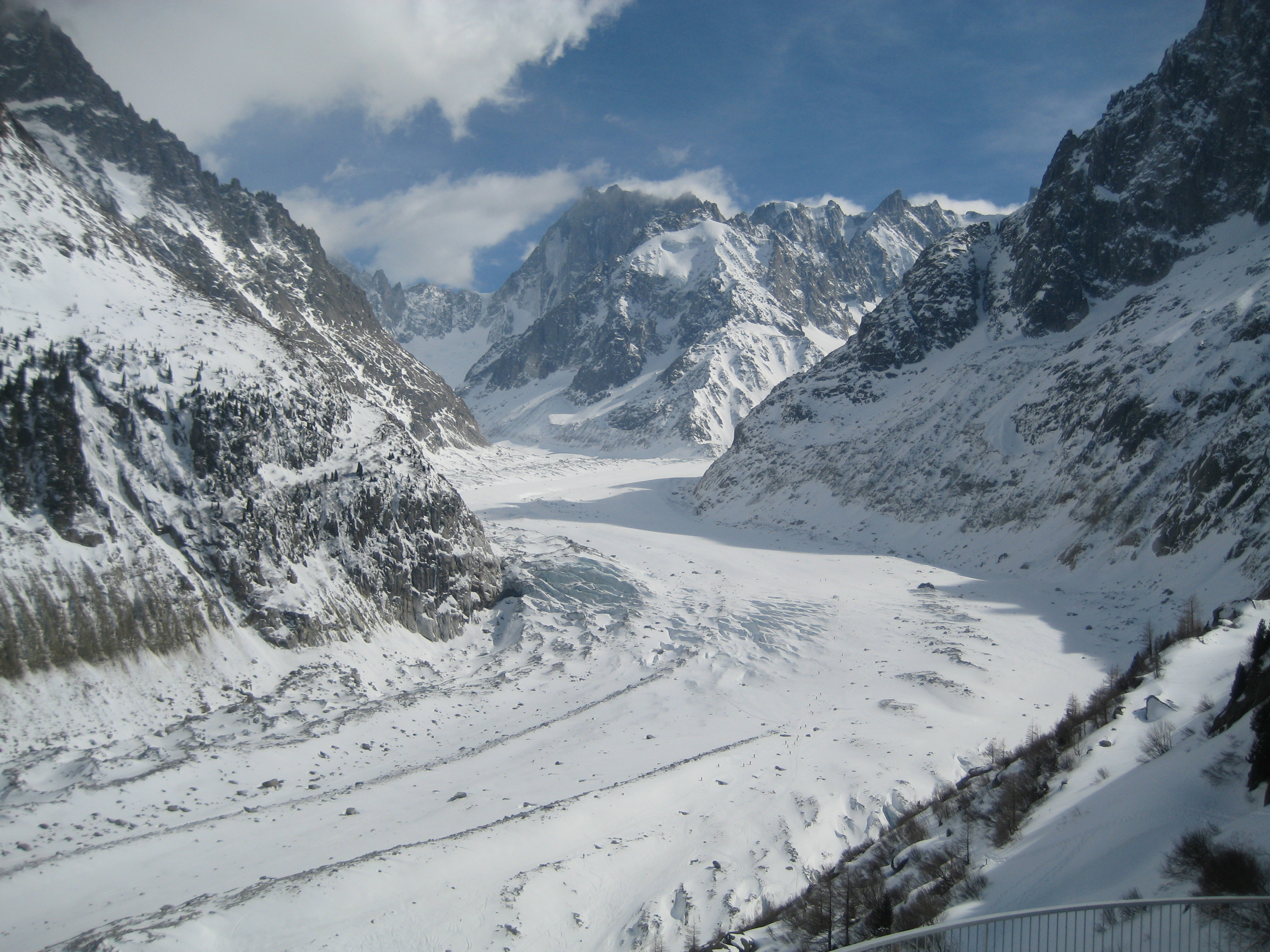
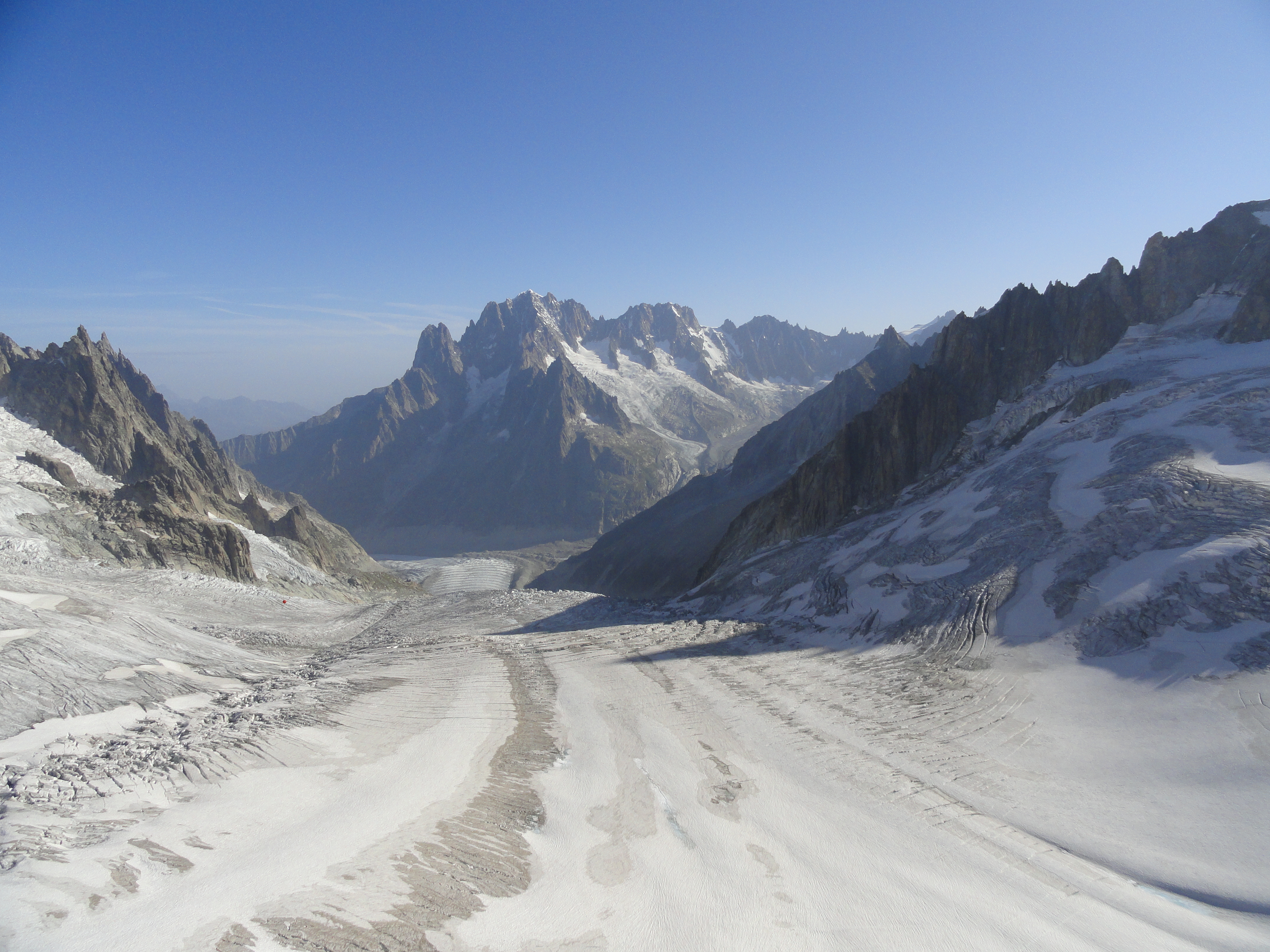
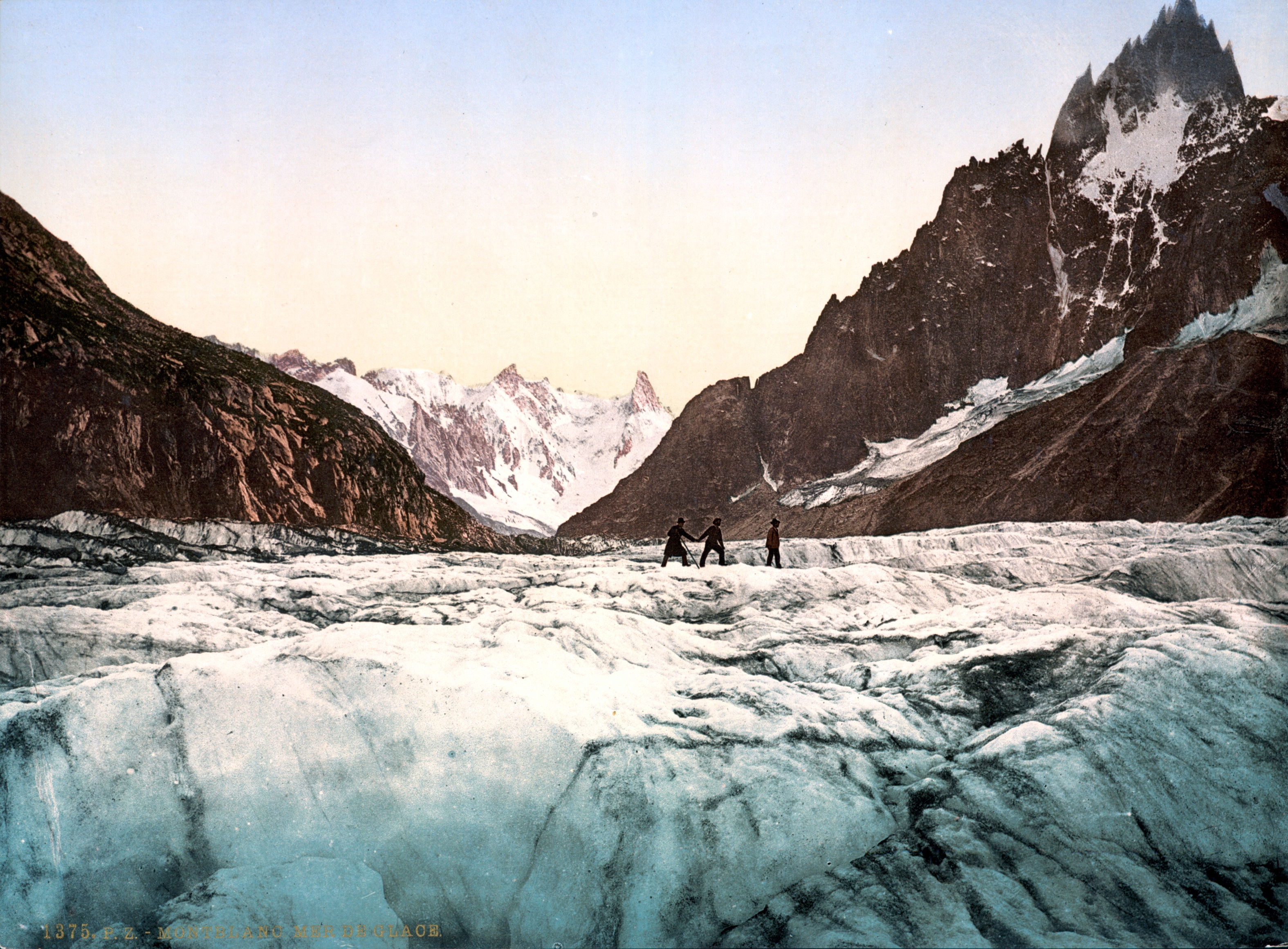
between ca. 1890 and ca. 1900
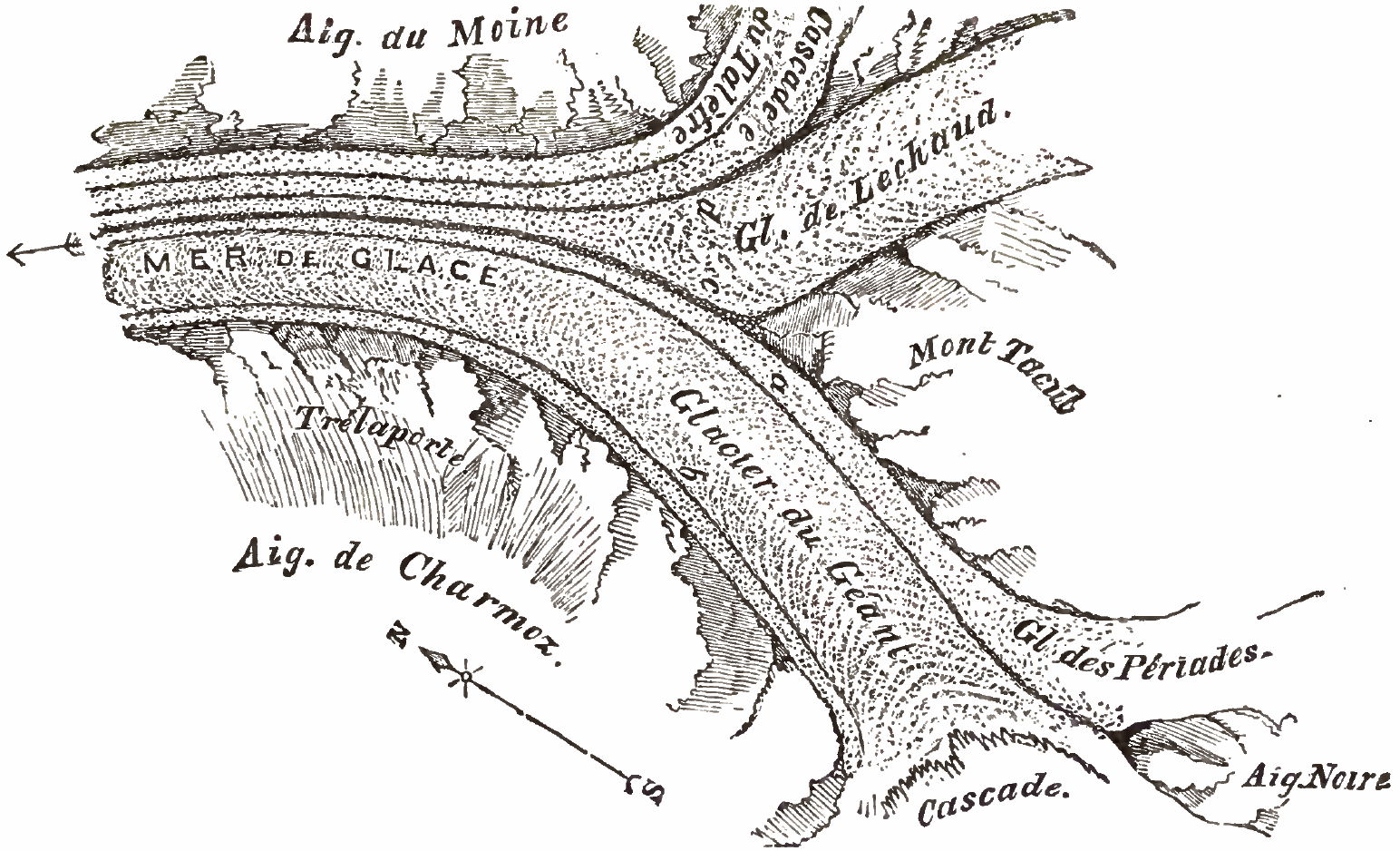
Desenho, em 1857, de John Tyndall